# 中華民國潛艦
中華民國潛艦是指在中華民國海軍服役的潛艦，也包括籌措的規劃，由於受制於經濟能力、工業水平及外交因素，雖然中華民國海軍在1930年代已籌措潛艦，但要到1980年代才建立起有限的潛艦戰力，至2020年代實施「潛艦國造」自建潛艦。

## 初次籌措落空

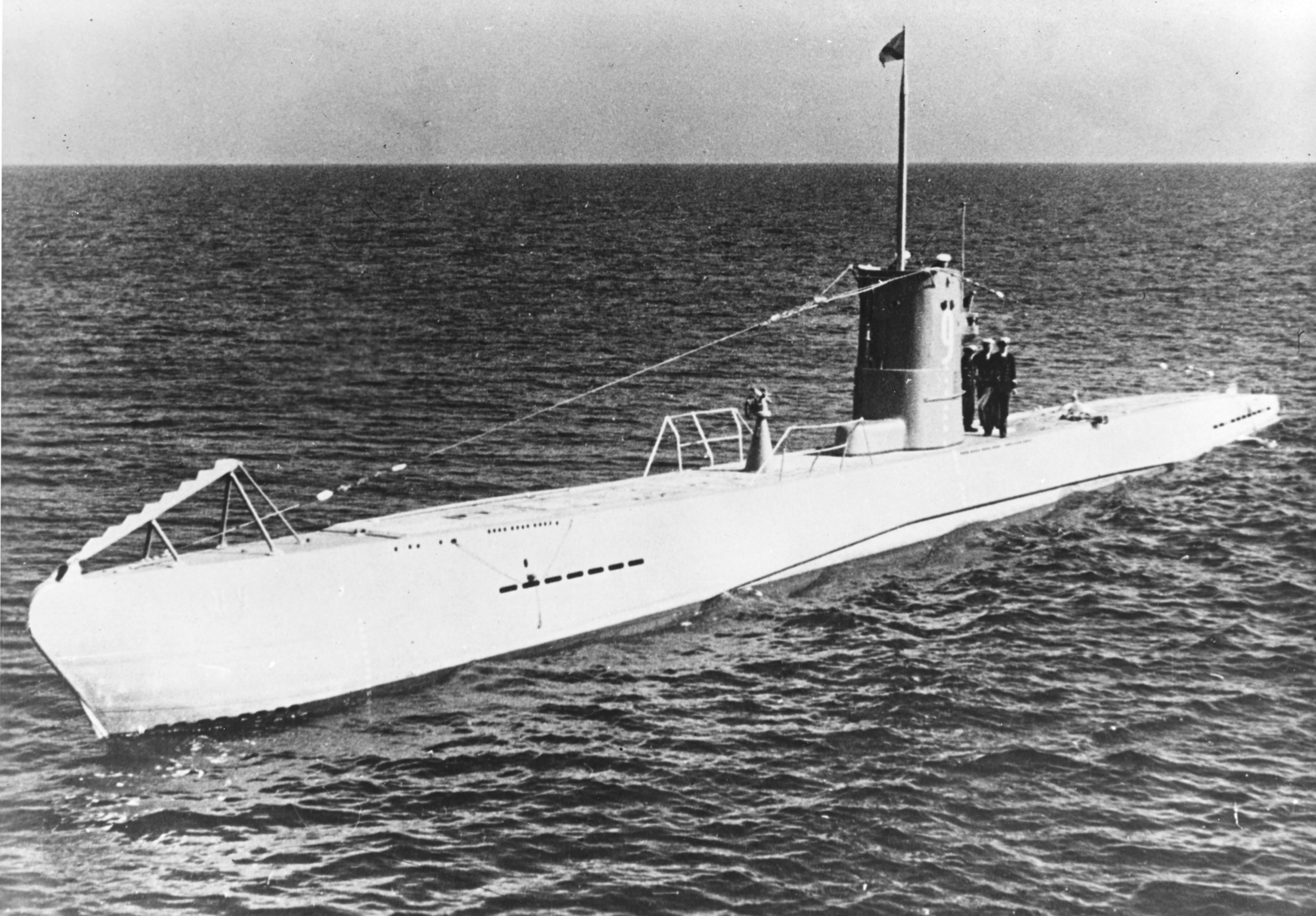
納粹德國海軍的UIIB級潛艦，國府在1937年訂購了4艘同型艦，但1939年歐戰爆發後，在德國境內船廠建造中的外國海軍潛艦都被退款及由納粹德國海軍徵用，其中2艘在完工後由納粹德國海軍使用至1945年自沉，另外2艘沒有動工建造

中華民國在1920年代晚期進入十年建設的黃金時期，局勢相對穩定，國府得以可投入較多的資金重整軍備，不過財政仍然困難，很多造艦計劃都未有明顯進展，但海軍已規劃籌措潛艦，建立第一支潛艦部隊，當時正值中德合作時期，海軍便有意尋求德國協助籌建潛艦部隊。1937年，財政部部長孔祥熙等人到納粹德國參訪呂北克的造船廠後，民國政府決定向德國採購潛艦。1937年6月，國府派遣海軍部長陳紹寬等人前往德國秘密商談潛艦交易，雙方達成協議，國府以9900萬馬克向德國訂購五艘潛艦，包括一艘VII級、四艘UIIB級。海軍為此派出80名士官兵到德國接受操作潛艦的培訓。可是到1939年，因為納粹德國步向與日本結盟，隨後德方以在中日之間保持中立為藉口，要求在德國受訓的海軍人員離境。同年9月1日德國入侵波蘭，第二次世界大戰正式爆發，德方宣布納粹德國海軍徵用國內船廠為外國海軍建造中的所有潛艦，同意向國府退還訂金。兩艘已接近完工的UIIB級潛艦，在納粹德國海軍服役後獲編號U-120及U-121，因為兩艦屬於排水量只有250噸的小型近岸潛艦，自持能力及武器籌載量不足以參加大西洋海戰，所以主要作為潛艦人員訓練之用，1945年5月德軍在歐戰戰敗前將兩艦自沉於不來梅。

## 海昌艇隊
1960年，中華民國國防部特種軍事情報室透過管道向義大利Cos.Mo.S.公司購買了4艘可供兩人乘坐之潛爆艇，並且自行仿造了3艘同型艇，做為特戰之用，是為中華民國海軍潛艇部隊之起始。在1964年編入海軍後稱為「海昌隊」，1965年改稱海昌艇隊。此型小型水下載具相當於可載兩名潛水員的魚雷，因為潛爆艇沒有耐壓殼，人員暴露在海水中，所以人員必須戴上水肺，潛爆艇可運載磁性水雷接近敵方船艦，進行特種爆破任務。
不過潛爆艇的航程很短，在作戰時必須採取子母船的方式，由運輸船艦運載到攻擊目標的附近放出，但中華民國海軍缺乏適合的支援母船，要運用此類潛爆艇執行特種作戰會受到極大限制。再者，這些潛爆艇所攜帶之水雷並不適合攻擊港灣的設施，也無法攻擊岸上目標。雖然海軍曾經規劃將潛爆艇投放到國光計畫中的特戰任務，但國光計劃最終沒有付諸行動。海昌隊在1970年被併入海軍水中爆破大隊，改稱海昌中隊。因為裝備老化等因素，最後於1973年解散，這7艘潛爆艇由始至終都未有參與過軍事行動。雖然這支潛爆艇部隊與後續之潛艦部隊沒有直接關係，但因為本案之故，國府日後再向Cos.Mo.S. SpA訂購另外2艘微型潛艇，稱為武昌計畫，成為海軍第一代潛艇部隊之海蛟艇與海龍艇。

## 第一代義大利武昌艇
在海昌艇隊成軍後，國防部發現潛爆艇太小，且人員需要配戴水肺及受制於水肺的氧氣供給，不能遠離施放地點執行任務，無法滿足作戰需求，國防部特種軍事情報室在1963年決定購入微型潛艇，這次要買的是有耐壓殼的真正潛艇，並且再次與意大利利弗諾的Cos.Mo.S. SpA接洽，訂造兩艘SX-404型袖珍潛艇，此案被稱為武昌計畫。1964年，該案移交予海軍繼續執行。
Cos.Mo.S公司於1965年派人來台灣臺北縣淡水鎮海軍第三分廠進行組裝。由於淡水潮差過大，且工廠設備不全，兩艇於1967年4月被拖至高雄左營海一廠續建。此兩艘小艇於1968年1月開始於新莊乾塢內進行下潛測試，並於同年在外海由拖船吊掛實施深水區下潛測試。雖然這兩艘微型潛艇在組裝過程中發生諸多問題，但最終均於1969年10月8日在左營南碼頭，由時任中華民國海軍總司令馮啟聰上將主持下成軍，並分別命名為「S-1海蛟號」與「S-2 海龍號」；海軍總司令馮啟聰上將親自為每位艇員佩帶潛航胸章。
武昌艇隊的兩艘微型潛艇沒有魚雷管，攻擊方式與海昌艇隊的潛爆艇相同，由潛水員使用水雷對敵方的停泊船隻進行攻擊，或由突擊隊爆破敵方海岸設施。由於本級艇設計不良，且適航力不佳，在服役過程中從未離開台灣地區之近海。1971年美國政府同意向中華民國海軍供應兩艘茄比二型柴電潛艦，因海蛟號及海龍號的人員具備微型潛艇的操作經驗，故此獲安排赴美受訓，兩艘美援潛艦在1974年返回台灣成軍前，兩艘微型潛艇已於1973年11月1日除役。
雖然海蛟號及海龍號微型潛艇成軍僅有短短4年，但中華民國海軍籌獲微型潛艇後，促使 美國政府改變不供應潛艦給國府的政策，同意通過水星計畫軍援中華民國海軍兩艘柴電潛艦，並協助訓練潛艦人員，在海軍建立潛艦戰力的過程中取得階段性的成果。

### 同級艦

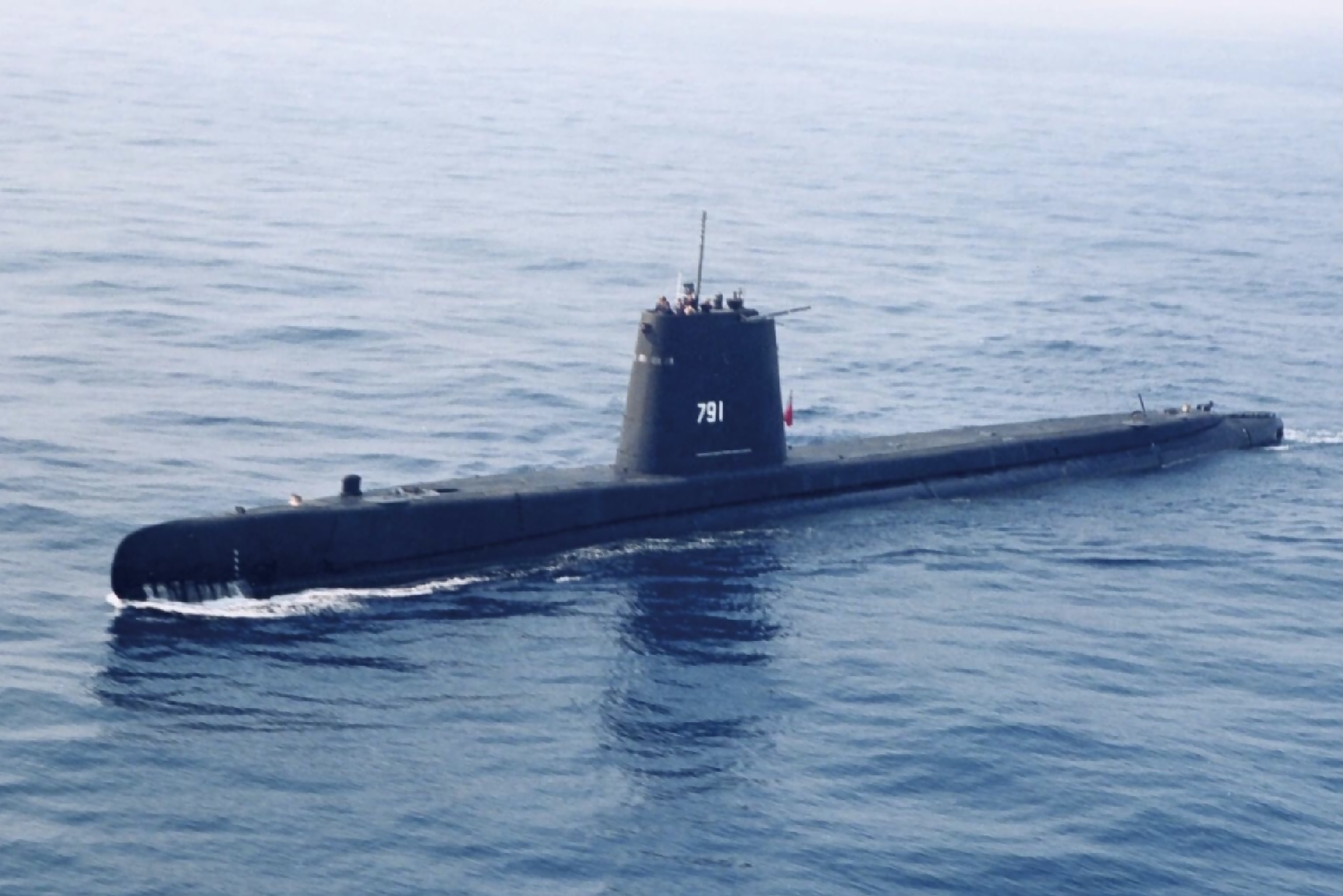
在二次大戰後期已經服役的海獅號潛艇

| 舷號 | 艦名 | 移交 | 退役 | 備註                     |
| ---- | ---- | ---- | ---- | ------------------------ |
| S-1  | 海蛟 | 1969 | 1973 | 自義大利購入，於台灣組裝 |
| S-2  | 海龍 | 1969 | 1973 | 自義大利購入，於台灣組裝 |

## 第二代茄比級潛艦

### 水星計畫
1969年10月，時任中華民國行政院副院長蔣經國向美國政府首度提出希望獲得10至12艘潛艦，然而美國以潛艦具攻擊性為由拒絕。原本派駐義大利的汪希苓於同年轉任駐美國海軍武官，海軍籌建潛艦部隊的計劃也因為汪希苓的轉任，由原本通過義大利取得微型潛艇，轉變為設法從美國獲取潛艦。
武昌計畫使美國政府改變政策，繼而於1971年4月同意以有償軍援方式提供2艘柴電潛艦給中華民國海軍，以強化反潛訓練能力，海軍隨即成立「水星計畫」專案，選派合格官兵前往美國接受潛艦操作、作戰訓練。1972年3月，首批80餘名海軍軍士官兵前往美國接受為期一年的接艦訓練。

### 同級艦

#### SS-791海獅號（原美軍SS-478 帶魚號）
1943年6月17日，美國海軍交由樸次茅斯海軍造船廠建造。1944年7月10日開工，同月22日安放龍骨，當時船廠同時建造10艘以上同型潛艦，工人達15,000人以上，該艦只用了4個月建造，於同年年11月5日由R.E. Kintner女士命名下水。該艦在1945年3月17日加入美國海軍，命名為USS-478 Cutlass帶魚號，由H.L. Jukes少校艦長擔任首任艦長。
二戰後的1948年3月，在費城海軍造船廠進行第一次大修及進行現代化工程，升級過後被稱為茄比二型，該艦經過修改，艦體縮短，更換新型主機，並且加裝進行指揮塔、呼吸管系統及各天線線桅等升級項目。在1952年夏天，又再次在費城海軍造船廠執行第二次大修及進一步的現代化改造工程。 
1973年4月12日，美國政府基於《中美共同防禦條約》與軍事援助計劃，以美軍剩餘物資的方式將該艦廉價賣給中華民國，在佛羅里達州Key West移交給中華民國海軍及進行相關的訓練，該艦被更名為SS-791海獅艦，前國防部長李傑即擔任接艦第一代種子教官並兼任兵器長。同年5月，該艦由中華民國海軍官兵操作，駛抵美國西岸舊金山的造船廠進行大修工程。該艦在1974年2月完成整修後，自美國西岸啟程前往台灣。

#### SS-792海豹號（原美軍SS-426 單鰭鱈號）
海豹軍艦
1943年8月23日，在美國費城鐵箍造船廠公司開工建造，1945年7月8日下水。在二戰結束後的1946年4月11日在美國海軍服役，命名為SS-426單鰭鱈號。在1947年10月執行第一次大修及現代化工程，完成被列入茄比二型。
1973年10月18日，美國政府基於《中美防禦條約》與軍事援助計劃，在紐約將該艦移交給中華民國海軍，因而被更名為SS-792海豹號，1974年1月10日到達台灣。

### 海獅及海豹號魚雷管
由於美國軍援此2艘潛艦給中華民國的目的是作為反潛作戰訓練之假想敵，不是作為戰備之用，因此於潛艦返國後，即傳聞美軍在移交前已將艦上的魚雷發射管焊死，或把魚雷管的線路全部剪斷，使魚雷管失去發射魚雷的功能，但根據在美國參與海獅艦大修的第一任艦長關振清上校的說法，此為錯誤的謠傳，美軍在移交潛艦前僅移除機敏的電子裝備與技術文件，並未拆除潛艦發射魚雷之相關裝備，在海獅艦完成大修離開美國西岸前，關振清艦長還向造船廠索討4枚（一說2枚）訓練用的啞雷，供回國後作訓練之用，故此這兩艘潛艦在返回台灣時仍具有發射魚雷的能力。不過美國政府長期拒絕提供潛艦用魚雷，即使在1980年代後期從印尼購得SUT魚雷，美國後來也改變不提供重型魚雷的政策在2020年代售予台灣具有先進技術的Mk48型魚雷，但海獅號及海豹號潛艦缺乏導控新型線導魚雷的配套設備，而且新型魚雷價格昂貴及數量不多，因此推斷在台服役期間未曾搭載過魚雷擔任戰備，但應具備施放國造萬象水雷的能力。

### 在台操作歷史
在1974至1976年間，兩艦被納編入「六二部隊」，駐守左營軍港，執行臺灣周遭水域船隻監偵及領海巡弋任務。1976年5月執行與美國海軍進行反潛操演。1980年1月，李傑上校接任海獅潛艦艦長。1981至1984年期間，參與海軍各項聯興、漢光演習及各項反潛操演訓練。在1984至1985年間多次納編六二部隊，駐守基隆港及蘇澳港，在1986年6月執行連續30天航行。在1993至1997年期間，多次納編六二部隊，駐守蘇澳港。1998年8月，在基隆港、蘇澳港、高雄港及臺中港停留，期間開放予民眾參訪。1999年2月，前海獅艦長李傑出任海軍總司令及晉升海軍二級上將。成為海獅艦服役軍官的第二位上將。陳水扁總統曾經蒞參觀海獅艦。2012年1月，海獅艦前艦長王立申獲晉升為海軍二級上將，這也是第三位由海獅艦指揮官晉升至上將級的軍官。

## 第三代劍龍級潛艦

### 劍龍專案
在1970年代，中華民國海軍一直嘗試透過美國對台灣軍售案購買潛艦，但沒有得到美國同意，美國政府只提供了兩艘經過翻新的二戰時期潛艦。1979年，荷蘭RSV公司（Rijn-Schelde-Verolme Machinefabrieken en Scheepswerven NV），又譯「萊茵-斯海爾德-福爾默機械及造船厰」遇到經營困難，荷蘭海軍的訂單不足以緩解財困，因此尋求向外國出售潛艦支撐財政，在荷蘭國會國防委員會副主席普勒的穿針引線下，該公司與尋求購買新型潛艦的中華民國海軍展開接觸。1981年，荷蘭政府同意向台灣出售2艘改良版劍魚級潛艦，由RSV公司位於鹿特丹的Wilton-Fijenoord造船廠，又稱WF造船廠，或翻譯為「威爾頓費諾德造船廠」建造，中華民國海軍首次獲得全新的現代化中大型艦隊型柴電攻擊潛艦。中華民國海軍原計劃採購6艘同型艦，並在6艘潛艦服役後，將256戰隊升為256艦隊及編入潛艦支援艦，另於花蓮壽豐建立潛艦專用基地。不過荷蘭在此之前未有向外國出口新造潛艦的記錄，這次尋求出口潛艦的原因是WF造船廠的母公司，RSV公司出現財務困難，荷蘭政府為了挽救面臨倒閉的造船廠才同意為台灣建造改良版劍魚級潛艦，在這個背景下，海軍內部懷疑荷方的履約能力，也對荷蘭潛艦的交貨質量存疑。當年海軍籌獲潛艦的途徑以通過台美軍購管道為最高優先，其次是嘗試從歐洲主要潛艦建造及輸出國如西德或法國採購，原本並沒有向荷蘭採購潛艦的計劃。雖然主張當機立斷立刻向荷蘭訂購潛艦的海軍副總司令劉和謙中將成功說服蔣經國總統表態支持，同意為潛艦案提供財政支援，包括指示行政院增加採購荷蘭產品，以滿足荷蘭政府同意出售潛艦的附帶商貿交易要求，但採購潛艦建立水下艦隊需要動用大筆國防資金，必然排擠其他軍備採購案，牽動到各軍種之間對預算分配的角力。中華民國國防部決定先向荷蘭採購2艘，在這2艘潛艦達到相當的建造進度後才增購後續4艘，可是到這2艘潛艦在1986年下水時，荷蘭便因為受到中華人民共和國施壓而拒絕出售4艘後續艦，所以台灣接下來的數十年只有2艘現代化潛艦，當其中一艘要入塢整修時，便會缺乏現代化潛艦維持戰備狀態。
1981年3月6日，荷蘭國會正式通過向台灣出售2艘潛艦的專案。1981年5月6日，荷蘭RSV造船公司總裁史蒂克抵達台灣，與海軍商談簽訂造艦合約。時任海軍副總司令的前參謀總長劉和謙主持「劍龍專案」，協請東吳大學校長端木愷和陳長文律師等法律專家，辦理購艦事宜。
1981年3月10日，「劍龍專案」首批先期作業小組抵達荷蘭鹿特丹市斯希丹Wilton-Fyenood造船廠。1981年9月3日，「劍龍專案」的造艦計劃書在荷蘭鹿特丹市正式簽訂合約規範、審核與書面備忘錄。1981年12月20日，劍龍計劃第一批監造官由海軍少將姚慶章率同管理組、機電組、財務組、兵器組及輪機組共36人進駐，組員包含海軍後勤司令部監造官及海軍第一造船廠資深技師。
1981年3月，台灣履行訂購荷蘭潛艦的附帶商貿協議，向20家荷蘭公司簽署總值1億17萬6819美元的採購合約，台電（3,620萬美元）、榮工處（1,800萬美元）、中油（1,200萬美元)、中船（320萬美元），如工業設備，採購項目包括挖泥機、泊碇船、發電用的鍋爐（用於大林火力發電廠更新，由燃油改為燃煤）及技術服務等。因應RSV公司陷入財務困難，中船與RSV公司的兩家子公司MARCON及SHIPKNOW公司簽訂技術合作協議，但RSV公司的財務問題涉及歐洲造船業在1970年代中後期走向衰退，並非給予個別訂單支持便能扭轉。
1982年1月11日，第一艘海龍艦在Wilton-Fyenood造船廠開工建造。1982年4月15日，第二艘海虎艦開工建造。
1986年2月1日，WF造船廠再次面臨停工危機，蔣經國總統授權劉和謙上將與本案法律代表陳長文律師周旋造船廠繼續履行合約。1986年4月，國防部為解決WF造船廠的財務困境，協請經濟部海關局向WF造船廠訂購2艘緝私艦，支撐造船廠的財政，這2艘緝私艦即是1988年服役的福星艦、謀星艦。
1986年4月20日，接艦第三批支援士官接艦人員36人抵達荷蘭，海龍及海虎艦所有軍、士官進行系統組合訓練及潛航教練儀訓練。1986年8月，當時在WF造船廠內的2艘劍龍級潛艦的建造進度接近下水的階段。8月14日，荷蘭海軍委託RDM造船廠建造中的第一艘海象級潛艦海象號發生火災。RDM造船廠和WF造船廠都位於鹿特丹，兩廠位置相近，且同屬於RSV集團。在WF造船廠監造劍龍級潛艦的台灣海軍人員得知RDM造船廠起火後，立即前往該廠協助滅火。荷蘭當局調查海象號起火，認為海象號電信室最先起火，原因可能由電器過熱或焊接的火花引起，但不排除有人違規在艙室內抽煙，煙頭意外點燃易燃物料引發火災。海象號艦體因火災被悶燒3天，雖然火災後來受控，經評估後亦認為海象號的受損情況仍然可以挽救，但因為艦體有多處需要拆除重建，且已安裝的不少精密電子裝置需要更換，造成2億2千5百萬荷蘭盾的經濟損失，也使海象號的工期大幅延長，導致RSV集團的財務進一步惡化，縱使火勢沒有蔓延到WF造船廠，但這次RDM造船廠失火仍然使同集團的WF造船廠面對更大的財政困難。
海龍艦與海虎艦先後於1986年10月4日及12月20日下水，接艦官兵在艦上值勤，協助造船廠執行工廠驗收（FAT）作業。同年，海軍計畫增購4艘劍龍級潛艇，WF造船廠要求荷蘭政府批准出售總價約10億美金的4艘潛艇，若新訂單不獲准，則要裁員600到800人，但荷蘭政府在1988年因中國政府施壓拒絕，導致該廠需要裁員超過600人。1992年，台灣再次嘗試向荷蘭增購4艘劍龍級潛艦，但荷蘭政府在中國威脅報復的壓力下再次否決潛艦增購案。
1987年4月14日，海龍艦在北海完成首次潛航測試，同年10月6日海龍艦交艦。1987年11月1日，中華民國海軍接收潛艦小組、WF造船廠與荷蘭皇家海軍潛艦顧問團（Dutch Royal Navy Submarines Advisory Group）合作完成出海前訓練。海軍安排半潛船將海龍艦運返台灣，載有海龍艦及隨艦官兵的半潛船橫渡大西洋，在1987年11月4日抵達巴拿馬運河，駐巴拿馬大使宋長志上船慰問潛艦官兵。半潛船在12月16日將海龍艦運抵高雄左營。1987年12月28日，海軍舉行海龍艦成軍典禮。1988年4月9日，海虎艦交艦，同樣以半潛船經巴拿馬運河運返台灣，駐巴拿馬大使宋長志亦有登船慰問潛艦官兵。6月30日海虎艦運抵高雄左營。1988年7月4日舉行海虎艦成軍典禮。

#### 服役經歷及升級工程
1988年10月1日，劍龍級潛艦的教練儀從荷蘭運送回台灣，電力系統、空調設施及訓練中心成立。1989年1月1日，WF造船廠依合約提供的第一批次料配件及零組件運抵台灣，零組件採購金額達數億美金，可供20年使用，海軍造船廠同時將原「潛艦維修處」改立為「潛艦維修中心」。1990年1月1日，海軍造船廠為因應劍龍潛艦新式電子資料處理機板及火控系統機板維修，成立「戰鬥系統工廠」，同時亦負責維修「海軍二代艦戰鬥系統」。
1999年1月，荷蘭WF造船廠被併入達曼艦船修護公司（Damen Shiprepair Schiedam），劍龍級的維護料件改由達曼公司交貨，維持著劍龍級正常運作。
1999年前，劍龍級潛艦多次執行30天潛航任務，作戰半徑包含東海，臺灣海峽東部、太平洋西部及南海。2000年前，劍龍級潛艇多次獲戰力競賽第一名、國軍莒光艦，艦長亦榮獲國軍英雄，資深優秀士官亦獲國軍楷模接受表揚。
2004年7月28日，中華民國第十任總統陳水扁參與出海下潛，為臺灣唯一參與劍龍潛艦出海下潛的總統。2005年，艦長王立申，昇海軍二級上將，是海龍艦服役軍官的第一位上將。2007年，多次納編六二特遣隊，駐守基隆港及蘇澳港。2009年，多次執行連續航行30天航行。
2018年11月14日，國防部貼出決標公告，以74億771萬1千元由國家中山科學研究院為主合約商，再委美商洛克馬丁進行性能提升，整個計畫期程由5年調整為7年，計劃在2024年完成3套劍龍級潛艦戰鬥系統的性能提升。2021年3月在立法院國防委員會討論劍龍級潛艦戰鬥系統提升案，然而中國國民黨立委馬文君宣稱中國農民只花了3萬多元便造出潛艦作為理由提案凍結劍龍級戰鬥系統的升級預算。

## 外購潛艦持續遇阻（1994年—2014年）

### 錯失美國出售潛艦窗口期

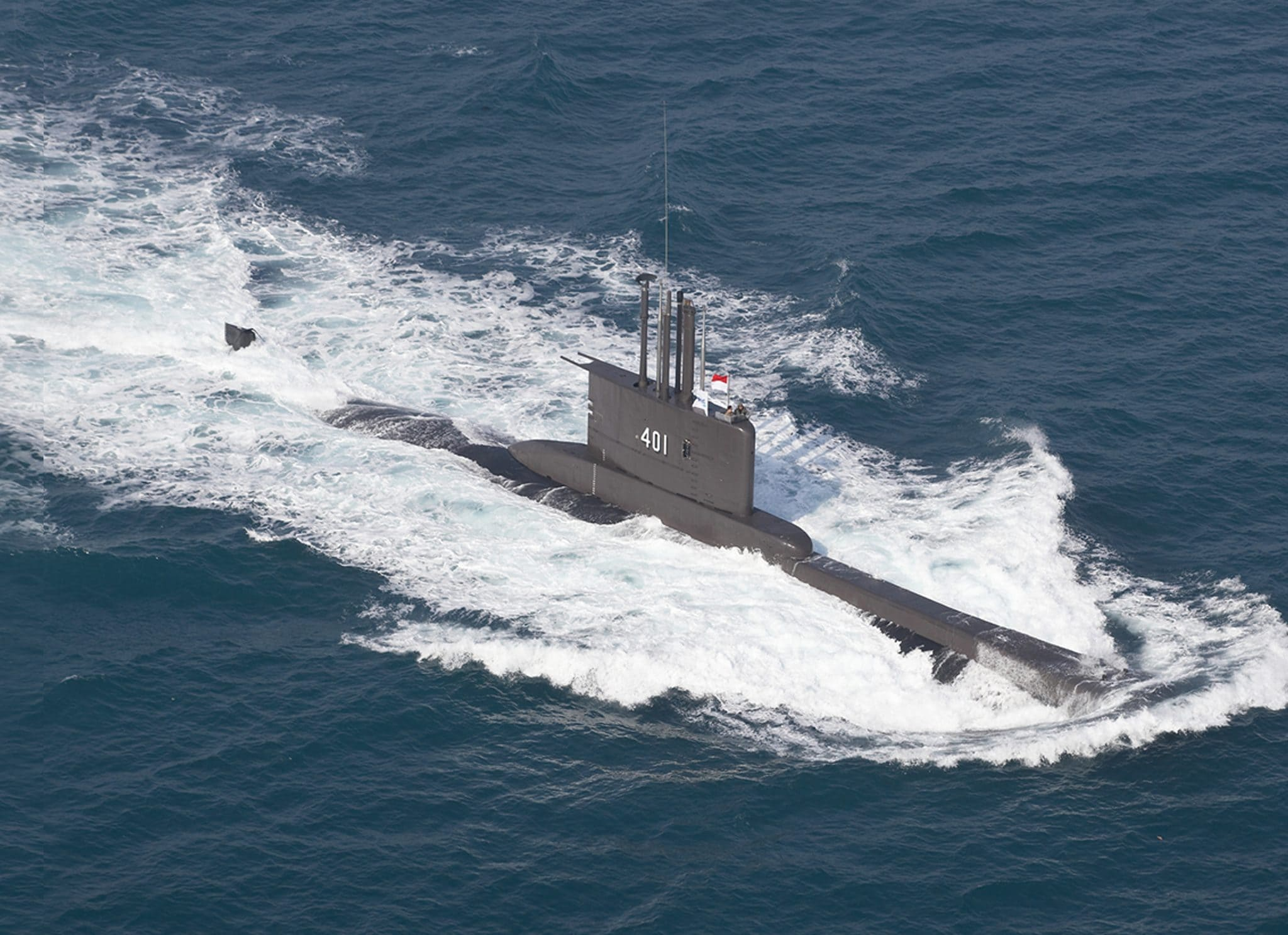
西德設計的209級潛艇是台灣有意引入的對象，但西歐國家懼於中國壓力而拒絕出售，三項軍購案其中一個計劃是由美國取得德國柴電潛艦的藍圖，再由美國建造給台灣

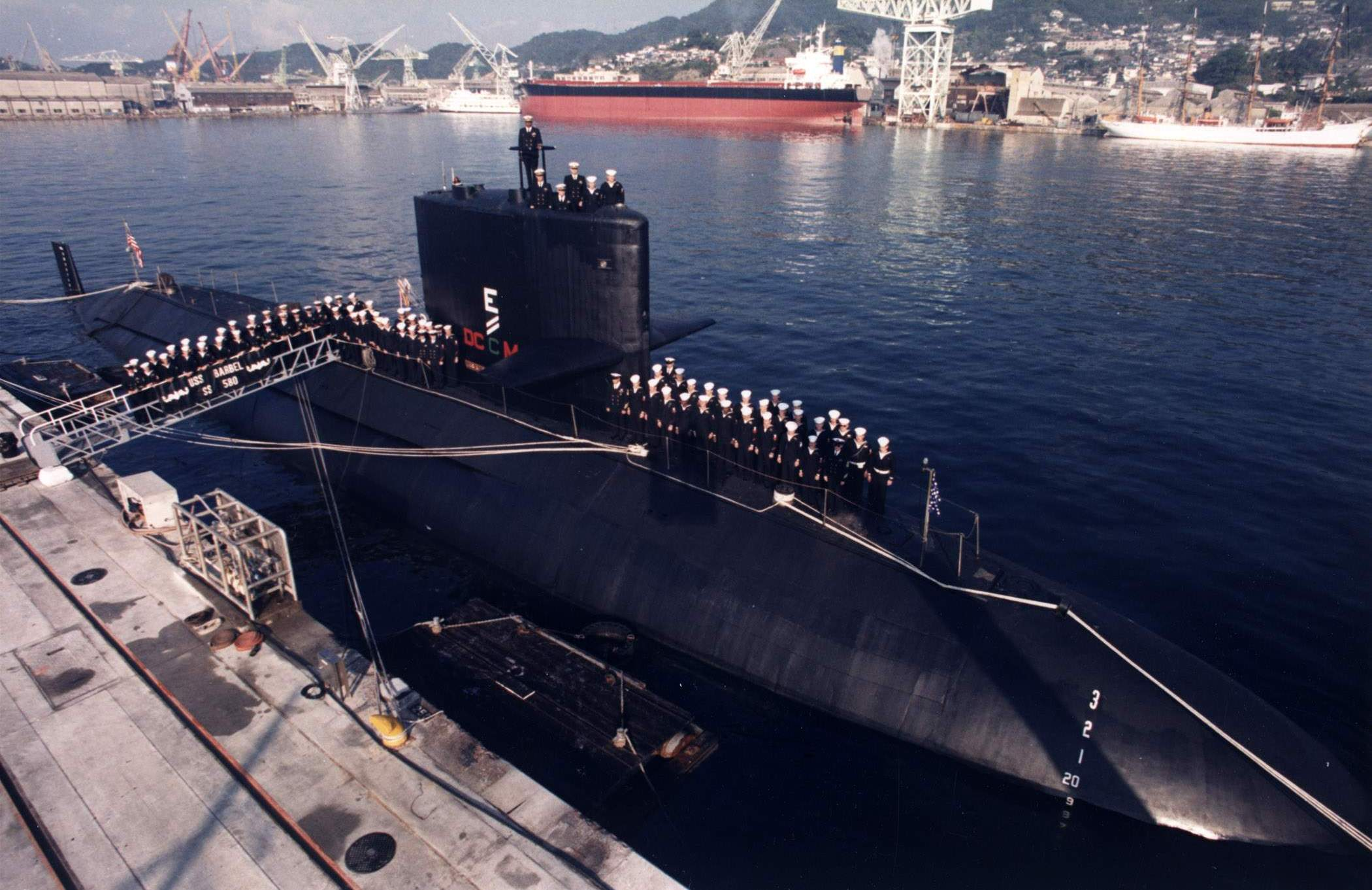
圖為美國海軍白魚級潛艇的首艦白魚號。在三項軍購案中的潛艇採購案，由於預期從歐洲獲取潛艦設計時將受到中國阻撓，所以其中一個備案是由美國海軍的白魚級潛艇衍生一個現代化型號供應台灣，不過因為泛藍陣營配合中國阻撓潛艦軍購案，台灣在1980年代一直爭取外購新型潛艦的計劃最終落空

2001年4月24日，時任美國共和黨籍布希總統批准出售包含8艘柴電潛艦、Mk 48型魚雷、AGM-84L反艦飛彈、12架P-3C反潛機、4艘紀德級驅逐艦、AAV-7A1兩棲突擊車、6套愛國者3型防空飛彈系統、M109A6自走炮、12架MH-53E直昇機、空用AN/ALE-50拖曳式誘餌的軍售案。中華民國國防部將P-3C反潛機、6套愛國者3型防空飛彈與8艘柴電潛艦合併為重大軍事採購條例法案，亦即一般所稱的三項軍購案，送交中華民國立法院審議。此次軍備採購案因金額龐大，立即陷入政治而寸步難行。執行重大國防項目的最大阻力是來自台灣內部的激烈政治鬥爭，民進黨雖在2000年結束國民黨長達半個世紀的一黨專政，但其時立法院以中國國民黨為首的國親泛藍派系佔過半數國會議席，立委把個人政治利益凌駕於軍事專業和國家安全，三項軍購案被泛藍陣營作為與民進黨陳水扁政府鬥爭的重點項目，期間杯葛及封殺三項軍購案達69次。泛藍陣營以「反對特別預算方式」、「三項軍購分別切割處理」及「要求潛艦降價」等名義封殺潛艦採購案。2004年6月23日，時任立法院長王金平要求國防部對潛艦案重新報價，國防部回應此將導致潛艦案再延宕半年，泛藍陣營又利用媒體製造輿論在立法院內外對採購潛艦案進行夾擊，又發起泛藍群眾示威反對軍購案。
因為以當時的中華民國年度國防預算，如將可用的國防預算為海軍購買8艘潛艦，將對其他軍備採購計劃產生排擠作用，所以國軍內部對潛艦採購案也有質疑聲音，要排解軍種間因國防資源的分配而產生的爭議並不容易。潛艦設計的獲取來源亦受到質疑，因為美國自1960年代起便專注於建造核動力潛艦，由於美國海軍憂慮美國境內如重啟柴電潛艦生產線，美國國會可能會要求美國海軍將購買核動力攻擊潛艦的部分預算改為以造價較便宜的柴電潛艦取代，導致需要削減核動力潛艦部隊的規模，所以美國海軍對協助台灣通過軍購獲取柴電潛艦的態度並不積極。因為如要美國造船廠特別為台灣開發及設立柴電潛艦的生產線，無可避免要投入更多的資金和要更長的交貨時間，所以最好能夠從歐洲國家取得現成的潛艦設計再於美國建造，可是歐洲的潛艦生產國在中國抵制下並不太可能提供協助，美國曾經嘗試取得西班牙P-650及德國209級潛艇的授權生產許可，不過未能取得成果。
陳水扁雖然在2004年中華民國總統選舉成功連任，但其提出的反飛彈公投未獲通過，而且泛藍陣營繼續控制立法院，泛藍陣營遂藉「執行公投結果」的名義將反彈道飛彈防禦系統的軍購項目封殺到底，就連在三項軍購案內的潛艦案也一併否決。2005年9月，經過多輪黨團談判後，國民黨立院黨團對三個軍購案調整基調，其中P-3C反潛機可予以放行；潛艦由於報價過高，應再與美方交涉，待有美方降低報價後才決定是否同意購買；愛國者三型防空飛彈的採購案則為了使陳水扁政府吞下發動反飛彈公投的政治代價，全額予以否決。由於泛藍陣營堅持要拉倒三項軍購案，P-3C反潛機的採購項目由專案改列年度預算前，反潛機案仍然在立法院遭到泛藍陣營封殺，由於美國每任總統即使是同一人，對台灣軍售的態度也可以有很大變化，如不把握布希的第一任總統任期在2001年起的4年內結束前通過軍購案及完成簽約，則難以保證美方會否持續推動潛艦案，可是台灣的黨派鬥爭卻凌駕於國防專業，國民黨也無視了由該黨執政的蔣經國時期起台灣多年來向歐美各國求購潛艦，卻屢屢撞壁的困境，不考慮台灣的處境而只在乎黨派鬥爭的勝負去拉倒潛艦採購案，終導致台灣錯過了從美國購買潛艦的窗口期。
除了國內的政治鬥爭嚴重阻礙執行潛艦軍購案，台美雙方對於應通過美國國防部執行的軍售管道，還是直接與廠商洽購的商售管道執行潛艦採購案也存在爭議。根據前美國國防部部長辦公室中國及台灣科科長石明凱在2008年7月於台灣媒體的說法，2002年12月第一次報價時，因為美國海軍反對美國再建造柴電潛艦，因而不想為台灣的潛艦採購案提供行政支持，所以報出高價，試圖促使台方改為採取直接與美國廠商簽約的商售管道獲取潛艦，孰料台灣軍方仍然堅持循軍售管道，並選擇以報價之中較低的86億美元編列預算。如果台方當時盡快通過預算落實採購，仍是可以通過軍購進行，然而台灣內部卻為政治鬥爭而在潛艦案節外生枝，國民黨提出要台灣船廠參與建造才會考慮通過軍購案，但當時即使是規模最大的台灣國際造船，都沒有建造潛艦的器械及廠房，更缺乏建造潛艦的經驗和技術能量，如要為台灣船廠添置器材及聘用外國顧問，勢必使得潛艦案的價碼進一步提高，可是泛藍陣營卻拒絕為台灣參建潛艦而增加預算，台美雙方更為8艘潛艦應在何處建造及工作量的分配而產生更多分歧。
泛藍陣營反對台美軍購潛艦的理由包括美國已多年沒有建造柴電潛艦，質疑美方建造柴電潛艦的能力，然而眾所周知美國是潛艦技術先進國，具備完整的潛艦設計及建造能力，不但持續為美國海軍建造新型核動力潛艦，也為澳洲及西班牙建造的柴電潛艦提供顧問服務及技術支援，相形之下台灣不但缺乏設計潛艦的能力，也沒有建造過一艘柴電攻擊潛艦，即使先由美國建造第一艘原型艦，後續艦由台灣依樣畫葫蘆，但台灣也要先為境內造船廠進行必須的擴建及添置專用設備才有能力參與潛艦的建造工作，為保證台灣自建的艦身及後續艦符合設計標準，必須從美國的合作造船廠聘用技術專家和監工到台灣監造，所以台灣參與建造比全部在美國建造的單價大幅提高。然而台灣能參與的僅為建造及組裝部分殼體，內部裝備仍然全部依賴引進，又因台灣參與建造牽涉技術轉讓，使得籌獲的時間延長，況且美國海軍向來視潛艦技術為最高機密，更難通過軍購管道進行，也使得潛艦案的複雜程度更高，時程延宕更久，這也是國軍傾向通過軍購由美國海軍協助監造，及全部由美國建造的原因之一。
潛艦案在踏入2005年後仍然膠著，美國白宮對台灣內部延宕軍購案逐漸失去耐性，尤其是台灣多年來爭取的8艘潛艦也遲遲沒有內部共識，美國國防部的態度亦漸漸變得消極，2005年9月美國太平洋艦隊司令威廉·佛倫上將數次表示，台灣應該優先運用自己有限的國防預算購置防禦性裝備提升防衛能力，顯示美方對潛艦案因台灣的政治鬥爭而被持續拖拉失去耐心。另外，陳水扁政府於第二任期內推動加入聯合國公投等多項措施被美國政府認定會有損台海現狀，美國遭遇911恐攻後需要尋求中華人民共和國支持打擊國際恐怖活動等多重因素下，布希政府在第二個任期將潛艦案凍結。
2007年6月，三項軍購案在中國國民黨為首的泛藍立委杯葛及封殺69次後，雖然在國會佔過半議席的泛藍陣營最終同意通過，但預算大幅削減至99億台幣，潛艦及愛國者三型防空飛彈遭到刪除，只有P-3C反潛機得到保留，中華民國因而流失從美國購得8艘潛艦的機會。
2008年中國國民黨籍馬英九政府上任後，重新向美國爭取採購柴電潛艦。據曾任中華民國海軍司令的黃曙光上將所述，馬英九對於向美國購買潛艦並無特別贊成或反對。馬英九政府除了在2008至2010年間的最初兩年任期因為起用蘇起任國安會秘書長，因蘇起本人反對國防建設及軍購計劃而停擺外，馬英九政府在其餘時間都是延續前任陳水扁政府的軍購路線，爭取美國出售潛艦，然而在民主黨籍歐巴馬總統在2009年1月起的兩任任期內一直擱置潛艦軍購案，除了沒有對出售潛艦做出明確表態，也沒有表態支持台灣自建潛艦，所以潛艦軍購案及潛艦國造計劃至2016年5月馬英九卸任總統為止均沒有任何進展。

### 其他潛艦外購計畫

#### 與俄羅斯商討採購基洛級

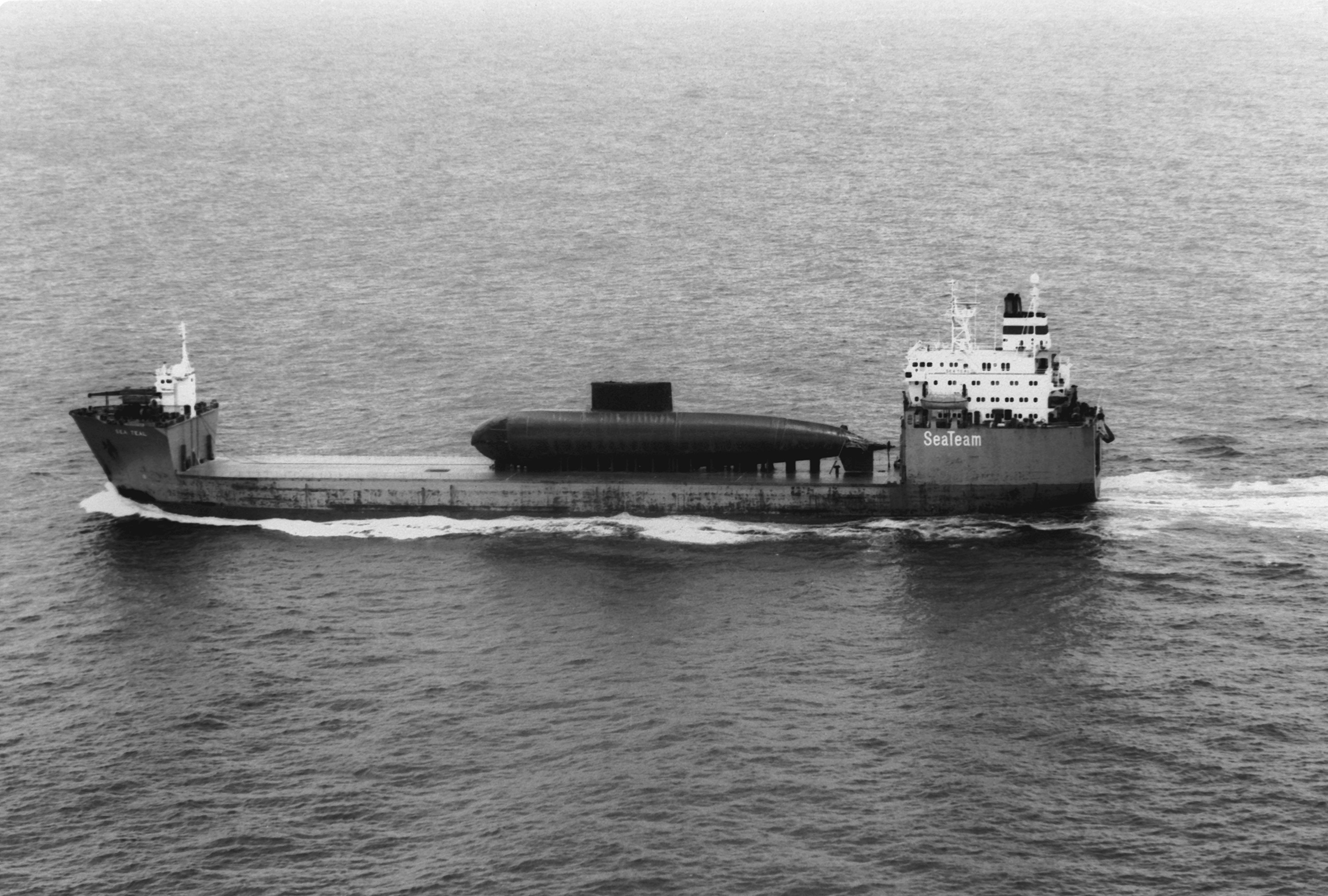
半潛船正在把一艘中國購買的俄製基羅級潛艦運送到中國港口，當時俄羅斯因經濟困難也有意向台灣外銷潛艦，由於台灣向歐美潛艦持續遇阻，台灣與俄羅斯在1990年代曾經進行秘密談判，但台灣因為俄方交貨及長期維護的不確定性，以及考慮到美國的反應而沒有落實採購

1994年國民黨李登輝政府再度向美國申購潛艦，這是兩國斷交後第二次以正式文件向美國提案，但是美國政府仍是以潛艦具有攻擊性為由否決；不過由於台灣持續提出採購潛艦的要求，美國國防部後來指示美國海軍先評估中華民國海軍的反潛戰力與需求。李登輝政府於1995年成立「潛艦發展辦公室」，啟動「光華八號」計畫。海軍當時為了找尋向美國採購以外的後備方案，於是向急需外匯的俄羅斯打聽，在1990年代台灣曾經多次與俄羅斯政府展開接觸，包括採購俄羅斯海軍現役及新造的基洛級潛艦及商討引進俄國潛艦技術。由於當時俄方經濟狀況欠佳，俄羅斯海軍無力採購新艦，俄羅斯船廠急需外國訂單維持生計，俄羅斯政府不反對向台灣出售多達14艘基羅級潛艦，等值約1000億元台幣，除了新造艦，因為俄羅斯海軍經費短缺，俄羅斯海軍考慮將服役中的部分基洛級轉售給台灣。這個秘密計畫一直持續到民進黨陳水扁政府上任，不過陳水扁考慮到台俄關係的不確定性，也懷疑俄羅斯的履約能力，沒有達成交易。雖然俄羅斯造船廠常以較低的報價爭取外國訂單，但取得訂金開工後，卻在建造期間屢次向外國海軍索款，威脅怠工及停工，又擅自更改合約中承諾安裝的品項，難以保障交貨質量。採購俄系潛艦的長期維護又容易受制於俄中關係，還有對台美關係影響等因素，最終沒有向俄羅斯購買基洛級潛艦。

#### 阿根廷試圖轉售TR1700潛艦

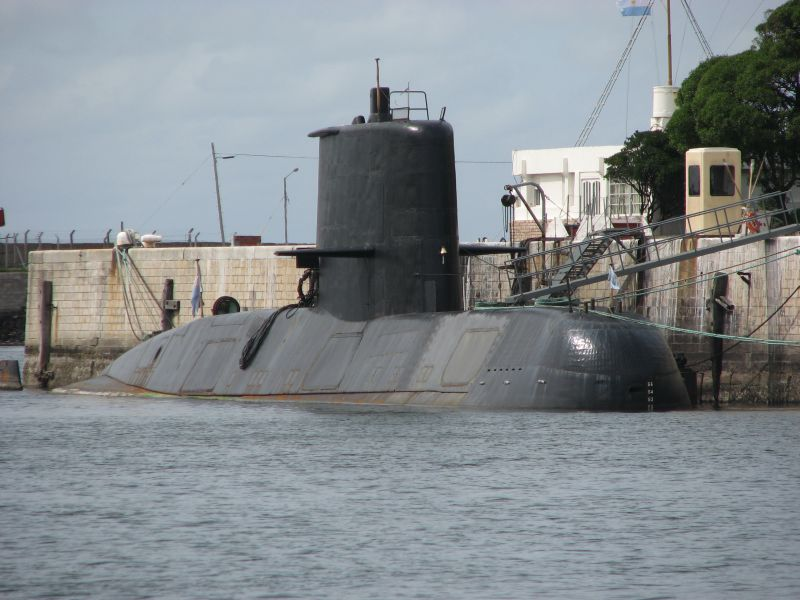
阿根廷海軍的TR1700級潛艇聖胡安號，該型潛艦由西德設計，阿根廷在福島戰爭戰敗後，經濟陷入困境，曾經主動向台灣推銷在阿根廷船廠建造中的同型潛艦，並表示可附上配合使用的魚雷，但台灣評估阿根廷無法在沒有德國技術支持下獨力建造完成，在缺乏原廠支援下也難以長期維護，故此沒有引進。圖中的聖胡安號於2017年發生重大事故沉沒

阿根廷海軍擴充軍力向歐洲採購多艘艦艇，包括在1970年代末期向德國蒂森克虜伯北海造船廠（Thyssen Nordseewerke）採購6艘TR1700型柴電潛艦，當中的前2艘由西德原廠建造，後4艘授權阿根廷船廠製造。阿根廷經濟在1980年代開始陷入危機，阿根廷軍政府苦無對策，同時要壓制國內反對聲浪，為了激發愛國主義來把國內政治和經濟問題歸咎外國，阿根廷軍政府打上了英屬福克蘭群島的主意。該群島位於大西洋西南部，阿根廷宣稱對福克蘭群島擁有主權，並且稱作「馬維納斯島」（Islas Malvinas），但是該群島一直由英國控制。阿根廷軍政府在1982年4月佔領福克蘭群島，引發福島戰爭，英國在同年6月打贏阿根廷奪回福克蘭群島，阿根廷軍政府在福島戰爭戰敗後垮台，由民選政府接任。
阿根廷戰敗後經濟狀況更差，阿根廷海軍訂購的6艘TR1700型潛艦中，只有最早在西德原廠開工建造的2艘能夠完工，分別名為聖塔克魯茲號（Santa Cruz）與聖胡安號（San Juan），不過這2艘潛艦在1984及1985年才加入阿根廷海軍，錯過在福島戰爭發揮的機會，這6艘潛艦的合約倒成為阿根廷政府的負擔。因為財政困窘，阿根廷政府將後續4艘TR1700型柴電潛艦的訂單取消，不過當中的3艘已經在阿根廷船廠開工，其中1艘的艦殼在停工時已接近完成。
阿根廷政府一直想將滯留在船廠內的半完成潛艦脫手套現，連阿根廷海軍使用中的德製潛艦也可出售。阿根廷政府得知中華民國海軍一直求購新潛艦替換老舊的海獅與海豹號，因此通過國際軍火掮客找上台灣。前行政院長郝柏村在回憶錄稱阿根廷曾經想賣潛艦及30枚魚雷給台灣。然而海軍評估後認為不可行，所以沒有成交，主因是這批阿根廷潛艦是通過德國授權許可建造，潛艦的設計和裝備由德國提供，阿根廷並未掌握潛艦技術，如沒有德國提供技術支持，阿根廷是無法自力將潛艦建造完成，阿根廷政府也不可能代台灣獲取德國政府的出口許可與最終使用者證明，雖然這4艘潛艦爛尾衝擊到德國原廠的財政，但是德國政府不想得罪中國大陸，因此不論阿根廷海軍現役或在阿根廷船廠內停工中的潛艦半成品都無法脫手轉賣給台灣。阿根廷不但建造中的4艘潛艦爛尾，現役的潛艦也維護不良，當中的聖胡安號在2017年11月發生嚴重事故在深海沉沒，全部44人死亡，殘骸在一年後在大西洋的海底發現。

#### 引進日本退役潛艦的討論

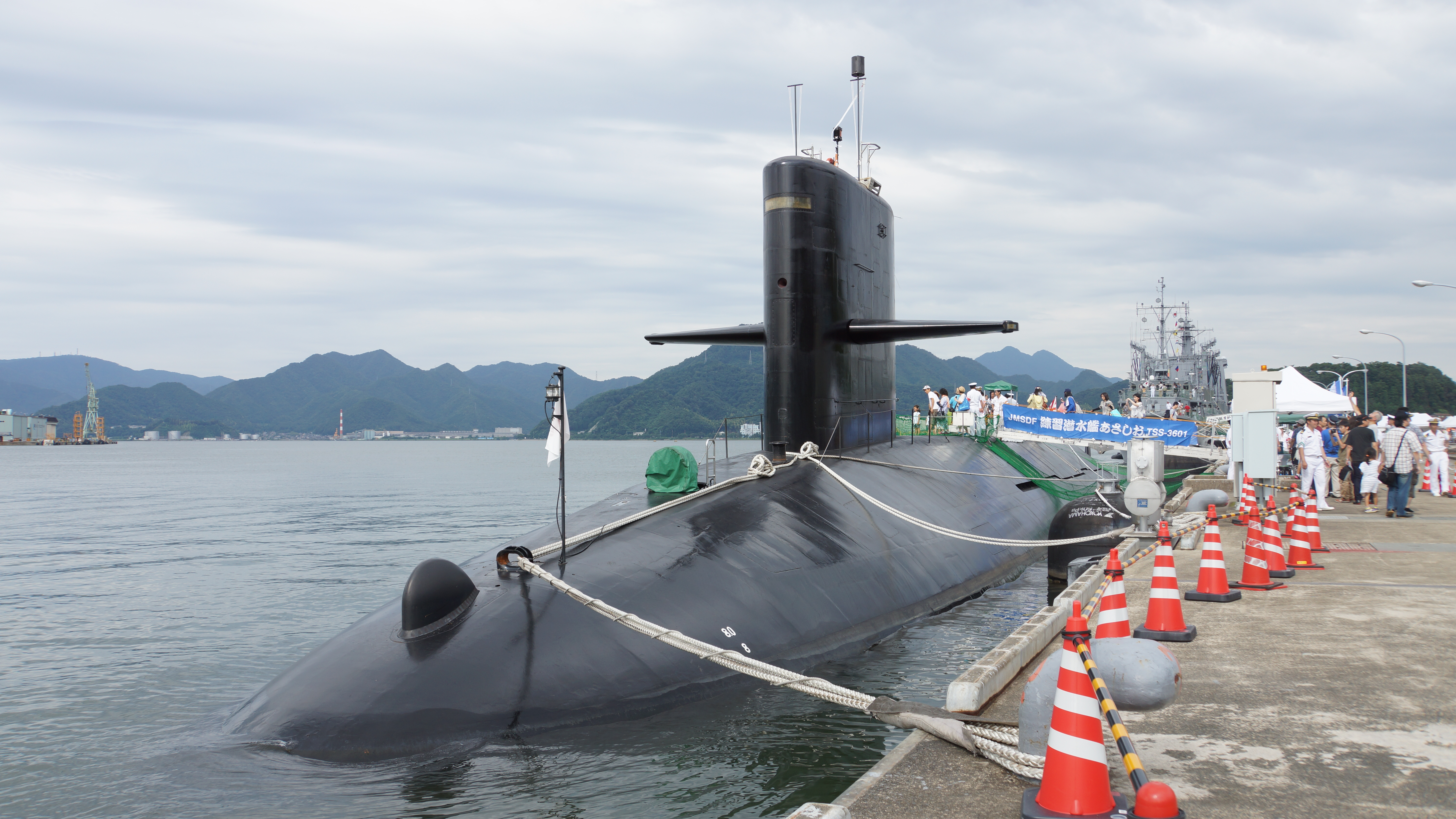
春潮級潛艇在剛除役時性能仍然良好，台灣曾經有意採購，不過日本過往沒有考慮出口潛艦，日本政府的出口意願，中長期難以獲取零部件等因素，最終沒有推進該方案

2007年9月，中華民國政府曾設法取得日本海上自衛隊除役的春潮級潛艦（依服役艦齡推算，應為汐潮級或最早服役的一批春潮級）之新聞曝光，中華民國方面曾計畫先由美國取得日本的除役潛艦，經美國船廠進行大規模整修並安裝新的作戰系統及武器配備後再移交台灣。然而，由於當時的日本憲法嚴格限制輸出武器，而汐潮級及春潮級是日本自主開發，很難仿照F-104J戰鬥機的「阿里山九號」的模式最終移交予台灣，加上日本潛艦是專為日本海上自衛隊而建造，核心設備是根據日本海自的標準設計，國際上沒有其他商源，而且這些專有設備早已停產，日本退役潛艦的零部件取得不易，經評估後此案的成本花費並不划算，日本會否輸出也不確定，故最後沒有成案。

#### 美方提議採購二手掃羅級

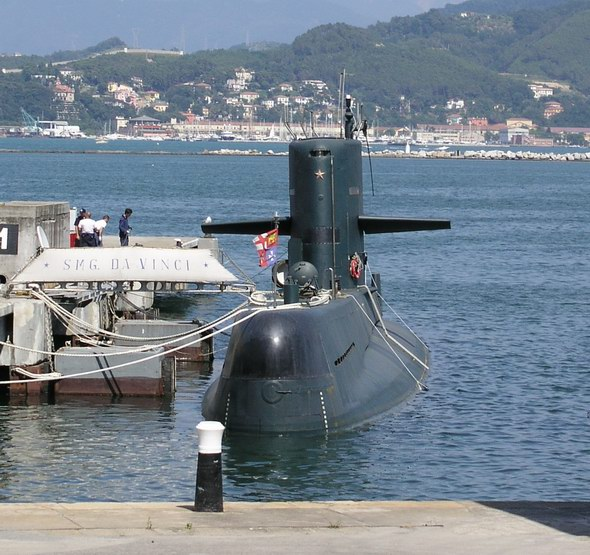
三項軍購案遭到泛藍陣營阻撓後，美國曾經提議改為先購入4艘義大利海軍即將除服的掃羅級潛艇，作為其中一個備案，但台灣海軍認為比不上現役的2艘荷蘭潛艦，而且泛藍陣營堅持要拉倒潛艦採購案，故此沒有下文

2003至2007年間，美國在台灣的三項軍購案於立法院遇阻後，曾經建議中華民國海軍考慮採購外國海軍的二手潛艦，代替購買新造艦，這可大為降低採購潛艦計劃的款額，當時考慮的對象是意大利海軍在1980年代起服役的掃羅級潛艇，最初的4艘當時已經逐漸除役，另外較後期服役的4艘如有國家願意接手，也可分批除役及移交，如中華民國政府同意採用這些二手潛艦，美國可以出面代購，經美國廠商翻新後再轉交給台灣，可是海軍認為最初4艘掃羅級的艦齡比劍龍級潛艦更舊，掃羅級的基本設計及性能也不及兩艘荷蘭潛艦，所以沒有接受這項提議。

### 規劃自製潛艇
1995年1月，由於外購潛艦的前景不明朗，在時任總統李登輝同意下，中華民國海軍成立又稱「海星小組」的潛艦發展辦公室，規畫潛艦艦隊計畫，研究自建潛艦的可能性及需突破的技術困難，該辦公室成員中部份來自退役潛艦高階軍官及現役潛軍官，部分成員為曾參與光華一號到七號「國艦國造」具有組裝造艦能力的理工科系軍官。
除了技術及外交困難需要克服，自建潛艦的其中一個障礙是在拉法葉艦軍購案後，海軍對大型計劃及籌獲昂貴軍備的態度變得極為保守，深怕籌獲不順利或發生爭議時受到指責和牽連，只想著通過台美軍購取得潛艦，將潛艦交由美國船廠建造及由美國海軍負責監收，自己只當使用者的角色，然而美國不太可能通過軍購向外國提供新型潛艦，美國總統小布希在2002年同意出售潛艦給台灣屬於軍購案中的特例，當台灣錯過小布希在首個任期軍售潛艦的機會後，獲取新型潛艦就只剩下自建潛艦一途，台灣如下定決心執行難度極高及時程頗長的潛艦國造，海軍必須先組建一支有能力和承擔的計劃管理團隊，另一個主要障礙是國內的政治鬥爭，單是潛艦國造第一艘原型艦，由設計、建造、通過測試至服役，在時程上必然比一個總統最長兩任合共八年的任期更長，還有量產艦及後續改良型的建造工作，整個計劃需時15至20年甚至更長，由於潛艦國造需要長時間執行及持續投入資金支持，容易捲入政治紛爭，執政者及國會議席的變化，部分政客為掙個人聲量將技術來源曝光以製造輿論，政治陣營鬥爭凌駕軍事專業，均可危及國造計劃的延續性，增加獲取外國技術支持的困難，導致國造計劃半途而廢。

## 第四代海鯤級潛艦
2014年1月9日，海軍對媒體透露，考量到海獅級的現況老朽，海軍計劃在2015年對海獅級實施逆向工程來更換海獅級的壓力殼、作戰系統、主機等配件延長運作年限，並不排除以這些工程經驗成果作為未來潛艦國造的基礎。如果美國持續不願意出售潛艦，中華民國將自力開發建造。2015年7月1日，負責潛艦事宜的「海星小組」再次恢復運作，標誌著潛艦國造計劃重新啓動。2015年8月31日，國防部送審《2016年度國防預算書》，其中指出決定啓動「潛艦國造第一階段合約設計」計畫，估計投入約30億台幣、在5年内完成設計。2016年6月20日，海軍受邀參與高雄國際海事船舶暨國防工業展的台北邀商說明會，並在會上公布規劃的12項造艦案規劃，當中包括「潛艦國造案」。2023年9月28日，海軍首艘國艦國造潛艇原型艦舉行命名及下水典禮。由總統蔡英文出席典禮並命名為「海鯤號」。為提升潛艦自研能力，海軍和中山科學研究院合作在2024年建成慧龍號無人潛艦供水技術試驗。

## 中華民國各型號潛艦
| 級別             | 舷號        | 艦名           | 來源     | 原級別       | 原艦名及舷號         | 移交     | 退役 | 備註                                                                 |
| ---------------- | ----------- | -------------- | -------- | ------------ | -------------------- | -------- | ---- | -------------------------------------------------------------------- |
| SX-404級微型潛艇 | S-1         | 海蛟           | 義大利   |              |                      | 1969     | 1973 | 於台灣組裝                                                           |
| SX-404級微型潛艇 | S-2         | 海龍           | 義大利   |              |                      | 1969     | 1973 | 於台灣組裝                                                           |
| 茄比級潛艦       | S-91 SS-791 | 海獅號潛艇     | 美国     | 丁鱥級潛艇   | USS Cutlass (SS-478) | 1973     | 現役 | 為目前全世界服役時間最久之現役潛艦                                   |
| 茄比級潛艦       | S-92 SS-792 | 海豹號潛艇     | 美国     | 巴劳鱵级潜艇 | USS Tusk (SS-426)    | 1973     | 現役 | 預計在自製潛艇完成後退役                                             |
| 劍龍級潛艇       | SS-793      | 海龙号潜艇     | 荷蘭     |              |                      | 1987     | 現役 | 劍龍級潛艇為旗魚級潛艇準同型艦，但部份系統已改良至與海象級潛艇相同。 |
| 劍龍級潛艇       | SS-794      | 海虎号潜艇     | 荷蘭     |              |                      | 1988     | 現役 | 劍龍級潛艇為旗魚級潛艇準同型艦，但部份系統已改良至與海象級潛艇相同。 |
| 海鯤級潛艦       | SS-711      | 海鯤號潛艇     | 中華民國 |              |                      | 預計2025 |      | 2023年9月28日下水                                                    |
| 慧龍級無人潛艦   |             | 慧龍號無人潛艦 | 中華民國 |              |                      |          |      | 2024年9月10日下水                                                    |

### 引用
1. ↑  .   [2025-07-05].
2. ↑  .   [2025-07-05].
3. 1 2 3 4 5 6  . 中國軍艦博物館.   [2008-09-11]. （原始内容存档于2008-09-17） （中文（繁體））.
4. 1 2  由消失的「海昌艇隊」談台灣密購阿聯特戰小潛艇的作戰效能 （页面存档备份，存于）, 全球防衛誌, Vol.263
5. ↑  記者程嘉文／台北報導,"海軍年曆揭祕 最老潛艇、超迷你海蛟" （页面存档备份，存于）,聯合報,2011.01.02-05:10am.
6. 1 2 3 4 5 6  高智陽. . 全球防衛誌. No. 249期. 2005-05  [2012-06-11]. （原始内容存档于2012-06-23） （中文（繁體））.
7. 1 2  captain Picard. . 軍武狂人夢.   [2019-10-23]. （原始内容存档于2019年8月21日） （中文（繁體））.
8. ↑  前軍情局長 扮幕後推手 水星計畫啟動 汪希苓功不可沒 （页面存档备份，存于）, 中時電子報, 2012年7月1日
9. ↑  . THE TAIWAN LINK. 2008-10-30  [2012-10-05]. （原始内容存档于2012-10-25） （英语）.
10. 1 2 3 4  高智陽. . 全球防衛雜誌. No. 245期. 2005-01-14  [2013-12-22]. （原始内容存档于2014-01-12） （中文（繁體））.
11. ↑  . THE TAIWAN LINK. 2012-04-23  [2012-05-21]. （原始内容存档于2012-10-14） （英语）.
12. ↑  Taiwan Submarines: At the Crossroads （页面存档备份，存于）, http://thetaiwanlink.blogspot.com （页面存档备份，存于）
13. 1 2 3  關振清. . 中時電子報. 2012-06-26  [2012-09-19]. （原始内容存档于2012-09-19） （中文（繁體））.
14. ↑  劉宇捷. . 自由時報. 2023-09-29  [2023-10-05]. （原始内容存档于2023-10-06） （中文（繁體））.
15. ↑  詹威克. . 德國之聲 (台灣英文新聞). 2022-06-20  [2023-10-14]. （原始内容存档于2023-10-20）.
16. ↑  .   [2018-11-15]. （原始内容存档于2018-11-16）.
17. ↑  . 三立新聞網. 2023-10-02  [2023-11-01]. （原始内容存档于2023-11-01）.
18. 1 2 3 4 5 6 7  captain Picard. . 軍武狂人夢.   [2019年10月28日]. （原始内容存档于2019年8月21日） （中文（繁體））.
19. 1 2  . 自由時報. 2015-08-24  [2023-10-20]. （原始内容存档于2023-09-28）.
20. ↑  郭宏章. . 太報 TaiSounds. 2023-06-03  [2023-09-30]. （原始内容存档于2023-10-02） （中文（臺灣））.
21. 1 2  . 上報. 2018-04-09  [2023-12-25].
22. ↑  . 信傳媒. 2018-09-08  [2023-12-25]. （原始内容存档于2020-07-15）.
23. ↑  林彥臣. . ETtoday新聞雲 (軍聞社). 2023-08-01  [2023-08-01]. （原始内容存档于2023-08-07） （中文（繁體））.
24. ↑  . 今日新聞.
25. ↑  .   [2025-07-25].
26. ↑  .   [2025-07-25].
27. ↑  將自製潛艦, 蘋果日報, 2014年1月9日
28. ↑  朱明. . 風傳媒. 2015-05-12  [2016-06-19]. （原始内容存档于2016-06-08） （中文（臺灣））.
29. ↑  羅添斌. . 台北: 自由時報. 2015-09-01  [2016-06-19]. （原始内容存档于2016-08-11） （中文（臺灣））.
30. ↑  王烱華. . 台北: 蘋果日報. 2015-06-19  [2016-06-19]. （原始内容存档于2016-06-19） （中文（臺灣））.
31. ↑  吳書緯. . 高雄. 2023-09-28.[]
32. 1 2  中央通訊社. . 中央社 CNA. 2023-11-03  [2023-11-03]. （原始内容存档于2023-11-09） （中文（臺灣））.
33. ↑  . 自由時報. 2024-09-11.

## 外部連結
- navsource.org: USS Cutlass（页面存档备份，存于） 海獅號（原美軍 USS-478 Cutlass 短劍號）簡介2
- Taipei Times, 17 April 2007: World's longest-serving sub feted（页面存档备份，存于）海獅號（原美軍USS-478 Cutlass短劍號）接受台北時代網路新聞採訪，首席參謀上校楊易及聲納准尉劉財心對海獅艦的讚賞，簡介3
- USS Cutlass naval webring page海獅號（原美軍USS-478 Cutlass短劍號）簡介4
- USS Cutlass - new HOME PORT page（页面存档备份，存于） 海獅號（原美軍 USS-478 Cutlass 短劍號）簡介5
- "New Subs Are Undersea Aircraft" , June 1949, Popular Science（页面存档备份，存于）海豹號（原美軍 USS-426 Tusk 長牙號）簡介2
- 關振清. . 老戰友工作室. 2011年12月31日  [2023年1月23日]. ISBN 978-986-84297-6-5. doi:10.978.9868429/765. （原始内容存档于2021年12月7日）.